# ASFOSA Lomé
Der ASFOSA Lomé ist ein togoischer Fußballverein aus Lomé. Er trägt seine Heimspiele im Stade Agoè-Nyivé aus.
Der Verein hatte Mitte der 80er Jahre seine größten Erfolge, als man zweimal die nationale Meisterschaft gewinnen konnte. 1993 stiegen sie aus der ersten Liga ab und seitdem spielt der Verein unterklassig. Ihm gelang es sich mehrmals für die afrikanischen Wettbewerbe zu qualifizieren, scheiterte aber frühzeitig aus.

## Statistik in den CAF-Wettbewerben
| Wettbewerb                    | Runde    | Gegner                      | Hinspiel | Rückspiel |  |
| ----------------------------- | -------- | --------------------------- | -------- | --------- |  |
|                               |          |                             |          |           |  |
| African Cup Winners’ Cup 1985 | 1. Runde | SCAF Tocages Bangui         | 2:3 (A)  | 2:0 (H)   |  |
|                               | 2. Runde | Asante Kotoko               | 1:1 (H)  | 0:0 (A)   |  |
| CAF Champions Cup 1986        | 1. Runde | New Nigeria Bank Benin-City | 0:2 (H)  | 0:2 (A)   |  |
| CAF Champions Cup 1987        | 1. Runde | Africa Sports               | 1:2 (A)  | 0:1 (H)   |  |